# Gens Herènnia
La gens Herènnia (llatí: Herennia gens) va ser una gens romana d'origen samnita que inicialment s'havien establert a Campània i finalment van esdevenir una gens plebea a Roma. Eren una família important a Itàlia, i eren els patrons dels Maris (la família de Gai Màrius).
Un cert Herenni, esmentat per Titus Livi (23.43), va ser senador a Nola a la Campània. Marc Herenni, esmentat per Plini el Vell, va ser decurió a Pompeia cap a l'any 63 aC. Exsisteixen monedes amb el nomen Herenni i el cognomen Sícul, i consta algun Herenni a Leptis Magna (Tripolitana) com a comerciant, activitat a la qual es va dedicar almenys una branca de la família especialment a Sicília i Àfrica, comprant i exportant silfi o ferula Tingitana.
Els Fasti en parlen per primera vegada l'any 93 aC, i va ser sota l'imperi quan van exercir els principals càrrecs provincials i militars de l'època. La dona de l'emperador Deci, Herènnia Etruscil·la, formava part d'aquesta família. Sota la república van usar els cognomina Balb, Bas, Cerpini (Cerpinius), Ponti i Sícul.
Com a totes les famílies d'origen sabèl·lic el nom patern s'unia al de la mare o la dona, i així per exemple el fill de Cerrí i de Minía Pacul·la era Mini Cerrí, i per matrimoni amb Herènnia es convertia en Herenni Cerrí. El fil de l'emperador Deci i Herènnia es va dir Herenni Etrusc Messi Deci.
Els principals personatges van ser: 
- Gai Herenni, triumvir a Placentia
- Herenni Bas, senador de Nola a Campània.
- Herenni Cerrí, dirigent de la Bacanàlia
- Marc Octavi Herenni, comerciant romà
- Gai Herenni, patró de la família dels Maris
- Marc Herenni, cònsol el 93 aC
- Gai Herenni, magistrat romà
- Tit Herenni, banquer de Leptis Magna
- Gai Herenni, escriptor romà
- Marc Herenni, decurió de Pompeia
- Gai Herenni, magistrat romà
- Marc Herenni Picent, cònsol sufecte el 34 aC.
- Herenni Capitó, governador romà